# زیردریایی اتوره فی‌یراموسکا
زیردریایی اتوره فی‌یراموسکا (به انگلیسی: Italian submarine Ettore Fieramosca) یک زیردریایی است که طول آن ۸۳٫۹۷ متر (۲۷۵٫۵ فوت) می‌باشد. این زیردریایی در سال ۱۹۲۹ ساخته شد.